# Koncsek László
Koncsek László (Szarajevó, 1905. január 27. – Budapest, 1981. június 6.) magyar író, újságíró, szerkesztő.

## Életpályája
A tudományegyetem elvégzése után (1928) lett újságíró. 1930–1945 között a debreceni Független Újság, a Debreceni Újság, a Tiszántúli Független Újság és a Makói Népújság szerkesztője volt. 1940–1945 között Szatmárnémetiben élt. 1945–1950 között a Csanádmegye (később Makói Népújság) című napilap felelős szerkesztője volt. 1945–1951 között Makón élt. 1949–1957 között a Győr-Sopronmegyei Hírlap főmunkatársa volt. 1951–1957 között Győrben lakott. 1957–1965 között a Népszabadság főmunkatársaként tevékenykedett. A Magyar Rádió szerkesztője is volt. 1965-ben nyugdíjba vonult.

## Családja
1938-ban házasságot kötött Gebe Mártával (1906–2002), József Attila fiatalkori szerelmével. Gebe Márta, Gebe Mihály (1869–1927) a makói gimnázium tanárának lánya volt.

## Díjai
- Aranytoll (1975)

## Művei
- Emberek… (Győri írók antológiája, Győr, 1956)
- A bécsi és Sopron megyei ellenforradalom kapcsolatai 1919-ben. 1–2. (Soproni Szemle, 1956–1959)
- A renngassei összeesküvés (tanulmány, Budapest, 1959)
- Adalékok a soproni munkásmozgalom történetéhez a 19. század végéről és a 20. század elejéről (Soproni Szemle, 1960)
- Miért maradt el 1933-ban Gömbös soproni látogatása? (Soproni Szemle, 1961)
- Izrael rituális bilincsben. Szemle. (Világosság, 1961)
- Mi lett a sorsa a kismartoni – eisenstadti – Wolf Múzeumnak? (Soproni Szemle, 1962)
- A lengyel ipar fejlődése (Társadalmi Szemle, 1962)
- Bibliai földeken (útleírás, Budapest, 1964)
- Amikor a nép ítél. Ezt láttuk az NDK-ban (Budapest, 1965)
- Az Oderától a Genfi-tóig (útleírás, Budapest, 1967)
- Az éber bádogkakas (német regék, Budapest, 1977)
- Soproni farsang (ifjúsági történet, regény, Budapest, 1978)
- Kincskeresők (ifjúsági regény, Budapest, 1980)

## Műfordításai
- Harald Lange: Egy gólyanyár. Ismeretterjesztő képeskönyv (Budapest, 1979)
- Werner Heiduczek: Parszifál. Wolfram von Eschenbach XIII. századi Parzival című lovagregényének átdolgozása (Budapest, 1979)